# Matt Burke
Matthew Coleman Burke (Sydney, 26 de març de 1973) va ser un jugador australià de rugbi que jugava en la posició de fullback. Actualment és un presentador esportiu.
Matt Burke és considerat el millor fullback de finals de la dècada del 1990 i de la dècada del 2000 per la seva velocitat, seguretat en el placatge, a més de ser un xutador nat i un prolífic anotador d'assaigs. A Austràlia és considerat el millor fullback de la història dels Wallabies; amb qui va guanyar la Copa Mundial de Gal·les de 1999.

## Participacions en Copes del Món

### Sud-àfrica 1995
Burke va jugar al mundial de Sud-àfrica 1995 on els wallabies (australians) van ser derrotats en quarts de final per Anglaterra.

### Gal·les 1999
Els australians van arribar a Gal·les 1999 amb jugadors com Stephen Larkham, Chris Latham, George Gregan, Tim Horan i el mateix Burke. Van guanyar el seu grup còmodament davant Romania, Irlanda i els EUA. En quarts de final van superar a l'amfitrió Gal·les 24-9, després en semifinals es van enfrontar al campió vigent Sud-àfrica, en un partit molt parell que va acabar en empat a 18 i va haver de jugar-se el temps extra. El partit estava empatat 21-21 quan Gregan va passar la pilota a Larkham i aquest va xutar un drop a gol de 48 metres, un xut a pals de Burke definiria el partit 21-27. Finalment els wallabies van vèncer 35-12 a França a la final, i es van consagrar campions del Món per segona vegada en la seva història, sent la primera selecció a aconseguir-ho.

### Austràlia 2003
Quatre anys més tard va jugar el seu últim Mundial; els campions del Món jugaven a casa a Austràlia 2003 i mostraven un gran nivell, Anglaterra havia aconseguit el Grand Slam al Torneig de les Sis Nacions i mostrava un gran nivell, per la qual cosa no va sorprendre que a la final s'enfrontessin australians i anglesos. En una de les finals que més es recorda, en mort sobtada, Jonny Wilkinson va convertir el tir que va derrotar els Wallabies a seva casa 17-20 i va consagrar campió del Món a Anglaterra.
| Mundial                       | Seu        | Resultat        | PJ | Ptes |
| ----------------------------- | ---------- | --------------- | -- | ---- |
| Copa Mundial de Rugbi de 1995 | Sud-àfrica | Quarts de final | 4  | 9    |
| Copa Mundial de Rugbi de 1999 | Gal·les    | Campió          | 6  | 101  |
| Copa Mundial de Rugbi de 2003 | Austràlia  | Subcampió       | 5  | 15   |